# Scomberomorus lineolatus
Scomberomorus lineolatus es una especie de peces de la familia Scombridae en el orden de los Perciformes.

## Morfología
• Los machos pueden llegar alcanzar los 80 cm de longitud total.

## Distribución geográfica
Se encuentra en la costa occidental de la India y Sri Lanka hasta Tailandia, Malasia y  Java.